# Дифосфид тримеди
Дифосфид тримеди — неорганическое соединение
металла меди и фосфора с формулой Cu3P2,
коричневые кристаллы,
не растворяется в воде.

## Получение
- Нагревание меди в пара́х фосфора, разбавленных азотом и диоксидом углерода:

{\displaystyle {\mathsf {3Cu+2P\ {\xrightarrow {T}}\ Cu_{3}P_{2}}}}

## Физические свойства
Дифосфид тримеди образует коричневые кристаллы.
Не растворяется в воде.